# Регламент про умовність верховенства права
Регла́мент про умо́вність верхове́нства права́ — нормативно-правовий акт Європейського Союзу та Євратому, який дозволяє Європейській комісії вживати заходів, включаючи призупинення виплати коштів з бюджету Європейського Союзу, державам-членам, які порушують принципи верховенства права, закріплені в стаття 2 Договору про Європейський Союз.

## Законодавча база
Демократичний відкат в Угорщині та Польщі є головною проблемою для Європейського Союзу з 2010-х років. У грудні 2017 року Європейська комісія ініціювала процедуру призупинення дії статті 7 проти Польщі, а у вересні 2018 року Європейський парламент зробив те саме проти Угорщини. Проте з тих пір розгляд зупинився, оскільки для призупинення членства відповідно до статті 7 потрібна одностайність, за винятком відповідної держави-члена, і очікується, що Угорщина та Польща накладуть вето на призупинення одна одної.
Як вирішення цієї проблеми Єврокомісія запропонувала в травні 2018 року прив’язати виплати з бюджету Європейського Союзу до дотримання стандартів верховенства права за допомогою регламенту. Європейський парламент ухвалив позицію щодо пропозиції Комісії у квітні 2019 року, але Рада загалом обережно ставилася до конфронтації зі своїми членами з Польщі та Угорщини.
Це змінилося під час ухвалення багаторічної фінансової програми (MFF) на 2021–2027 роки та пакету заходів щодо відновлення Next Generation EU (NGEU) влітку 2020 року. На саміті Європейської ради в липні 2020 року глави держав і урядів країн-членів ЄС погодилися, що ці кошти мають бути прив’язані до режиму умов щодо верховенства права. Німеччина, яка головує в Раді, запропонувала компроміс щодо регулювання умов верховенства права, запропонованого Комісією та Європейським парламентом у вересні 2020 року. Після трилогових зустрічей між Радою, Європейським парламентом і Комісією 5 листопада 2020 року було опубліковано законодавчий проект регламенту.
Незважаючи на те, що Рада може ухвалити постанову кваліфікованою більшістю, Угорщина та Польща погрожували накласти вето на Рішення про власні ресурси, яке визначає, як фінансуються МФР та NGEU. На саміті Європейської Ради 10 і 11 грудня 2020 року тупик було вирішено шляхом ухвалення серії декларацій про те, як слід ухвалювати, впроваджувати та тлумачити Постанову про встановлення верховенства права. Це відкрило шлях для ухвалення регламенту Радою 14 грудня 2020 року та Європейським парламентом 16 грудня 2020 року.

## Законодавство

### На правових підставах
Згідно зі статтею 2 Договору про Європейський Союз, Союз заснований на повазі до верховенства права, серед інших цінностей, таких як людська гідність, свобода, демократія, рівність та повага до прав людини та прав на приналежність до меншин. Щоб сприяти досягненню цих демократичних цінностей ЄС, стаття 4 ДЄС передбачає, що Союз і держави-члени повинні допомагати одна одній «відповідно до принципу щирої співпраці» і «утримуватися від заходів, які можуть поставити під загрозу» реалізації цінностей Союзу.
Стаття 7 ДЄС діє як засіб правового захисту в ситуації, коли існує серйозне порушення фундаментальних цінностей статті 2 у державі-члені, коли Європейський Союз може вийти за межі наданих йому повноважень, щоб повернути державу-члена до відповідності. З іншого боку, правовою основою Регламенту про встановлення верховенства права є стаття 322(1)(a) Договору про функціонування Європейського Союзу.
Таким чином, легітимною метою встановлення зв’язку між фондами ЄС та фінансовими інтересами, з одного боку, та здоровим верховенством права в державах-членах, з іншого боку, є виключно забезпечення належного виконання та захисту бюджету ЄС поряд із прозорим фінансовим управлінням.

### Текст Постанови про верховенство права
Стаття 2 Регламенту визначає «верховенство права» у світлі статті 2 ДЄС і розширює його визначення, додаючи різні рівні, які стосуються різних гілок влади. Для демократичного суспільства загалом повага до верховенства права вимагає «прозорого, підзвітного, демократичного та плюралістичного законотворчого процесу», на додаток до «правової визначеності» та «розподілу влади». Цей аспект забезпечує систему стримувань і противаг і не допускає концентрації влади в одному суб’єкті. Особливо для виконавчої влади, яка має безпосередній вплив на прийняття рішень, верховенство права означає «заборону свавілля», щоб запобігти упередженості та корупції. Для судової влади це вимагає «ефективного судового захисту, включаючи доступ до правосуддя, незалежними та неупередженими судами; також щодо основних прав; і недискримінації та рівності перед законом». Ефективна та незалежна система правосуддя є не лише важливим балансом влади інших гілок влади, але й захищає особисту свободу та права.
Стаття 3 описує порушення верховенства права, які можуть бути показовими для застосування цього регламенту з метою захисту бюджету, тоді як стаття 4 продовжує розробку восьми умов, які мають бути виконані, через які серйозний ризик або фактичне порушення правила права можна визначити.
Стаття 5 перераховує всі заходи, які можуть бути використані для захисту бюджету Союзу, стаття 6 пояснює процедуру, коли будь-яка з умов статті 4 може бути виконана державою-членом. Нарешті, стаття 7 Регламенту описує заходи для скасування заходів проти держави-члена.

## Реалізація
У декларативних заявах, прийнятих на саміті Європейської Ради 10 і 11 грудня 2020 року, йдеться про те, як Європейська Рада вважає, що регламент має бути імплементований. Юридичне значення цих декларацій є спірним.
Згідно з декларативними заявами Європейської Ради, Комісія повинна не лише розробити вказівки щодо застосування регламенту, а й дочекатися результатів юридичних оскаржень регламенту, перш ніж його впроваджувати. Крім того, Комісія повинна застосовувати регламент лише тоді, коли немає більш ефективних засобів для захисту бюджету Союзу.
Європейський парламент прийняв резолюцію 25 березня 2021 року, в якій наголосив, «що застосування Регламенту про встановлення верховенства права не може залежати від ухвалення керівних принципів», закликавши «Комісію уникати подальших затримок у його застосуванні» та « регулярно інформувати парламент про всі поточні розслідування порушень принципів верховенства права, які можуть вплинути або серйозно ризикувати вплинути на надійне фінансове управління бюджетом Союзу в достатньо прямій формі. спосіб". Європейський парламент погрожував вжити судових заходів проти Комісії, якщо вона не надасть таку інформацію Європейському парламенту до 1 червня 2021 року.
10 червня 2021 року, після закінчення терміну, коли Комісія не надала Європейському парламенту необхідну інформацію, Європейський парламент прийняв ще одну резолюцію, закликавши Комісію виконати свої зобов’язання згідно з Регламентом про встановлення верховенства права протягом двох тижнів та повідомивши Комісії, що вона розпочне підготовку до судового позову проти Комісії за бездіяльність (стаття 265 ДФЄС). Європейська комісія відхилила ультиматум 23 серпня 2021 року листом на п’яти сторінках.

## Юридичні виклики та Суд ЄС
11 березня 2021 року Угорщина та Польща окремо розпочали судовий процес у Суді Справедливости проти Європейського парламенту та Ради за ухвалення регламенту, вимагаючи від суду скасувати регламент, оскільки, на думку Угорщини та Польщі, регламент не має відповідну правову основу і що він служить для обходу карального механізму, закладеного в статті 7 Договору про Європейський Союз.
Під час процедури як Угорщина, так і Польща скористалися конфіденційним висновком юридичної служби Ради Європейського Союзу, однак, незважаючи на заперечення представників Ради, Суд задовольнив цей документ через «вищий суспільний інтерес у прозорості» законодавчої процедури».

### Висновок Генерального адвоката
2 грудня 2021 року генеральний адвокат Кампос Санчес-Бордона видав висновок у справах C-156/21, поданих Угорщиною, і C-157/21, порушених Польщею проти Парламенту та Ради. Генеральний адвокат написав у своєму Висновку, що оскільки метою було належне управління бюджетом Союзу, а не захист верховенства права як механізму санкцій, стаття 322(1)(a) ДФЄС є відповідною правовою основою для досягнення цієї мети:
«...Регламент не призначений для захисту верховенства права за допомогою механізму санкцій, подібного до статті 7 ДЄС, а скоріше для встановлення інструменту фінансових умов для захисту цієї цінності Європейського Союзу...»

«... Регламент вимагає досить прямого зв’язку між порушенням верховенства права та виконанням бюджету, в результаті чого він не поширюється на всі порушення верховенства права, а лише на ті, які безпосередньо пов’язані на виконання союзного бюджету...»— AG Campos Sánchez-Bordona, Press Release No 217/21
Крім того, Генеральний адвокат підкреслив, що існування статті 7 ДЄС не позбавляє ЄС можливості використовувати додаткові інструменти для захисту цінностей Союзу, окрім тих, що передбачені статтею 7 ДЄС, лише в тій мірі, в якій вони відрізняються від механізмів, встановлених у рамках цього Договору. стаття. Отже, Регламент про умови встановлює цю різницю, оскільки має існувати прямий зв’язок між верховенством права та надійним фінансовим управлінням держави-члена з метою збереження бюджету Союзу.
Нарешті, Генеральний адвокат стверджує, що хоча верховенство права згадується як одна з цінностей Союзу в статті 2 ДЄС, це не заважає законодавцеві більш точно визначити та конкретизувати це поняття (зосереджуючись на статті 2 Регламенту). Він закінчує, зазначаючи, що визначення верховенства права в Регламенті та інші особливості щодо умов порушення верховенства права «задовольняють мінімальні вимоги щодо ясності, точності та передбачуваності, які вимагаються принципом правової визначеності».

### Рішення Суду Європейського Союзу
Зрештою Суд ЄС відхилив скарги обох країн, встановивши, що Регламент має відповідну правову основу, і зазначив, що Союз не перевищив своїх повноважень, наданих йому Договорами.
Цінності, що містяться в статті 2 ДЄС, були визначені та поділяються державами-членами. Вони визначають саму ідентичність Європейського Союзу як загального правового порядку. Таким чином, Європейський Союз повинен мати можливість захищати ці цінності в межах своїх повноважень, викладених у Договорах...— para 127
Крім того, Суд підкреслив «взаємну довіру», яка повинна існувати між Союзом і державами-членами, а також усвідомлення того, що держави-члени повинні дотримуватися цінностей, викладених у статті 2 ДЄС, щоб отримати повну правову вигоду від свого членства в ЄС. (пункт 126). У випадку, коли держава-член не дотримується вищезазначених цінностей, Суд відхиляє процедуру відповідно до статті 7 ДЄС як єдину, за допомогою якої «ЄС може захистити цінність верховенства права» (пункт 163). Тим не менш, посилаючись на конкретний Регламент, Суд встановлює механізм прямого зв’язку:
«...досить зазначити, що оскаржуваний регламент не уповноважує ані Комісію, ані Раду здійснювати такий перегляд, окрім як стосовно поведінки органу влади держави-члена або ситуації, пов’язаної з таким органом, яка стосується до виконання бюджету Союзу і, отже, підпадає під дію права ЄС».— para 164

## Використання проти Угорщини
27 квітня 2022 року Єврокомісія вперше запустила механізм проти Угорщини. 18 вересня 2022 року Комісія запропонувала Раді вжити заходів захисту бюджету проти Угорщини на суму 7,5 мільярда євро за порушення нею верховенства права. Угорщина вжила заходів для виправлення ситуації, намагаючись змінити думку Комісії, але 30 листопада 2022 року Комісія дійшла висновку, що недоліки залишаються. Позицію Комісії було повторно підтверджено 9 грудня 2022 року, а Комітет постійних представників 12 грудня кваліфікованою більшістю вирішив рекомендувати Раді ухвалити імплементаційне рішення проти Угорщини. Рада ухвалила імплементаційне рішення щодо Угорщини кваліфікованою більшістю 15 грудня 2022 року, заморозивши 6,3 мільярда євро коштів, які Угорщина отримує від Союзу.